# Galerieton

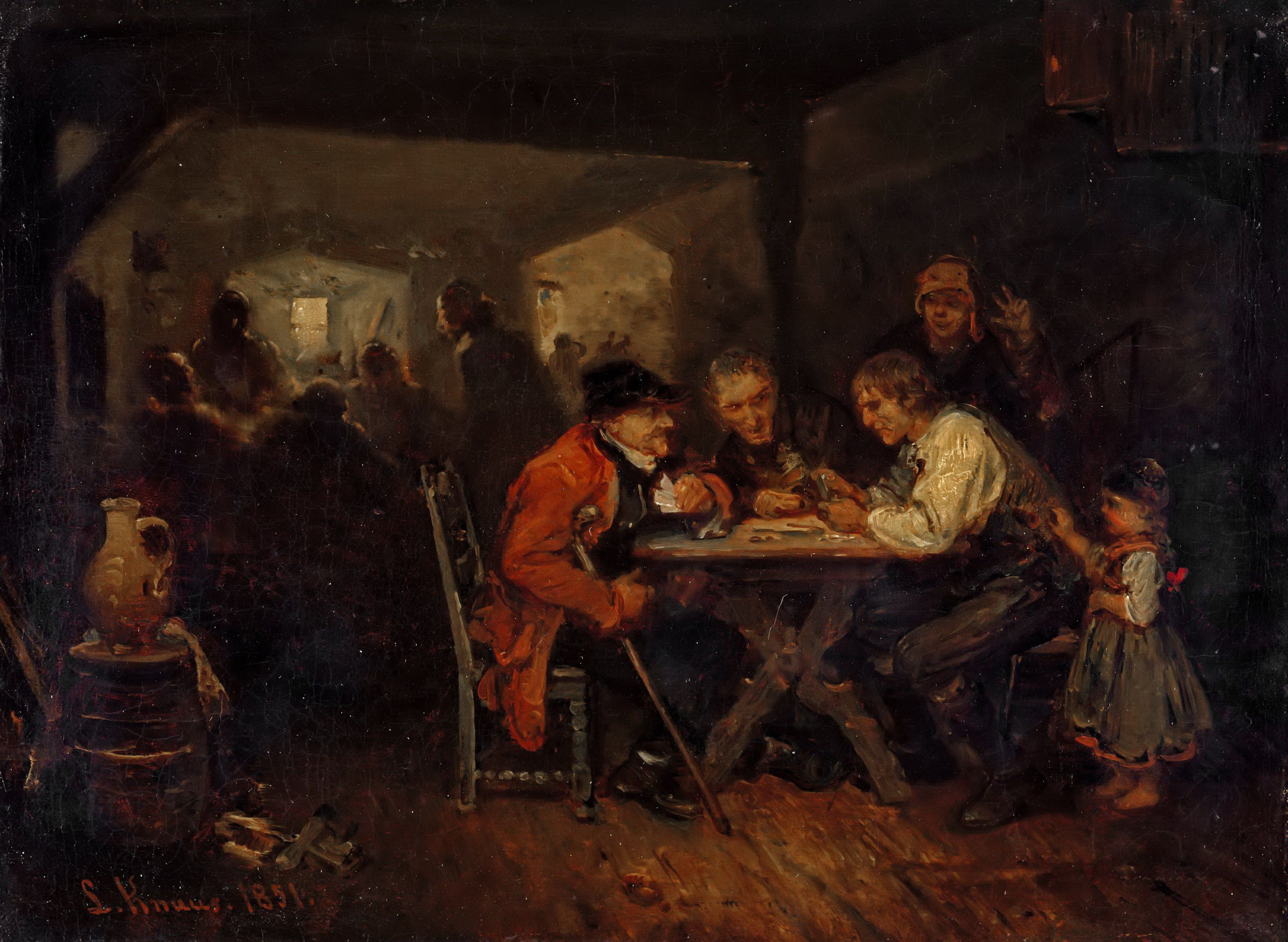
Die Falschspieler, Ludwig Knaus, 1851; Beispiel für ein bewusst gedunkeltes Gemälde

Als Galerieton, auch Atelierton, bezeichnet man in der Bildenden Kunst ein Erscheinungsbild, das durch das Nachdunkeln alter Bilder, Zeichnungen und vor allem Ölgemälden entsteht.
Für die mit der Zeit immer stärker werdende dunkelbraune bis fast schwarze Verfärbung gibt es mehrere Ursachen. Die nach und nach fortschreitende Oxidation von Ölfarbe und Bindemittel sowie das Vergilben des Firnisses lassen dabei den beobachteten bräunlichen Farbton entstehen; der allgegenwärtige Staub dagegen lässt das Bild durch graue und schwarze Töne immer dunkler wirken. Der Galerieton entsteht dabei umso schneller, je dunkler das fertiggestellte Gemälde zum Trocknen aufbewahrt wurde.
Maler und Restauratoren ließen ihre Bilder zuweilen auch durch gefärbte Firnisse von vornherein älter aussehen. Bekannteste Beispiele für durch den Galerieton in ihrer Wirkung veränderte Gemälde sind das Selbstbildnis des Jacopo Tintoretto und die später als Nachtwache betitelte Darstellung einer niederländischen Schützengilde von Rembrandt.
Im Sinne eines Kunstgriffs wurden im 19. Jahrhundert Gemälde darüber hinaus bewusst im Galerieton angelegt, um damit einen Rückgriff auf die Maltradition der Niederländer des 17. Jahrhunderts zu schaffen. Dieser Kunstgriff wurde von den Zeitgenossen als eine Art Zitat verstanden. Ein Beispiel dafür ist das 1851 geschaffenen Gemälde Die Falschspieler von Ludwig Knaus. Auch gab es oft noch andere künstlerische Gründe, ein Gemälde in gedämpften, „vergilbten“ und erdhaften Tönen anzulegen bzw. es durch eine Tendenz in die Monochromie zu gestalten.

## Beispiel
| Original | Rekonstruktion |
| -------- | -------------- |